# Krępica (województwo łódzkie)
Krępica – kolonia w Polsce położona w województwie łódzkim, w powiecie sieradzkim, w gminie Burzenin. Miejscowość wchodzi w skład sołectwa Redzeń Drugi.
W latach 1975–1998 miejscowość należała administracyjnie do województwa sieradzkiego.
Krępica jest prawdopodobnie najmniejszą zamieszkaną wsią w Polsce. Znajdują się w niej trzy domy, w tym dwa są zamieszkane przez cztery osoby.